# Puente Ouadi El Roukham
El Puente Ouadi El Roukham (en árabe: جسر وادي الرخام) Es el puente más alto de África en términos de altura y está situado entre las ciudades de Lakhdaria y Bouira al norte de Argelia y cae bajo el proyecto de la carretera nacional de este a oeste que corre de este a oeste de la ciudad de Argel.
Alcanza una altura de 140 metros, con una longitud de 744 metros, mientras que el costo de la obra alcanzó los 1.500.000.000 dza.